# Sagrado Coração de Jesus agonizante em Vitinia (título cardinalício)
Sagrado Coração de Jesus agonizante em Vitinia (em latim: Sacratissimi Cordis Iesu in agoniam facti) é um título cardinalício instituído pelo Papa Paulo VI em 29 de abril de 1969.

## Titulares protetores
- Julio Rosales y Ras (1969-1983)
- Mario Luigi Ciappi, O.P. (1987-1996)
- Vacante (1996-2003)
- Telesphore Placidus Toppo (2003-2023)
- Jean-Paul Vesco, O.P. (desde 2024)